# Emballonura atrata
Emballonura atrata là một loài động vật có vú trong họ Dơi bao, bộ Dơi. Loài này được Peters mô tả năm 1874.

## Hình ảnh

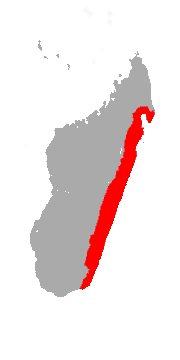